# Сил (река у Аустрији)
Сил је 35 km дугачка река у Тиролу, Аустрија. Притока је ријеке Ин, са којом се спаја у Инзбруку. Тече кроз кањон Виптал, на северној страни пролаза Бренер.